# صراع الأسلحة (مسلسل)
صراع الأسلحة أو لعبة الأسلحة هو مسلسل تلفزيوني أمريكي ظهر لأول مرة في 25 فبراير 2014 على AMC.  المسلسل عبارة عن برنامج تلفزيوني واقعي عن مصارعين الأذرع الأمريكيين.   المسلسل يتبع نوادي مصارعة الذراع في إيري، بنسلفانيا؛ كانساس سيتي بولاية ميسوري؛ مدينة نيويورك؛ ساكرامنتو، كاليفورنيا، وباتون روج، لويزيانا. قبل بثها، عُرفت السلسلة في البداية باسم ملك الأسلحة. 
في 11 سبتمبر 2014، جددت إي إم سي المسلسل للموسم الثاني.  ومع ذلك، فقد ألغى المسلسل بعد شهر في منتصف الإنتاج كجزء من الشبكة أنهى جميع مسلسلاتهم الواقعية تقريبًا وأعادوا التركيز بالكامل على الدراما الخيالية لإخراج المسلسل الأصلي. 

## الحلقات
| الحلقة | العنوان               | تاريخ البث     | المشاهدات بامريكا (بالمليون) |
| ------ | --------------------- | -------------- | ---------------------------- |
| 1      | «المعركة تبدأ...»     | 25 فبراير 2014 | 1.00                         |
| 2      | «الضيافة الجنوبية»    | 4 مارس 2014    | TBD                          |
| 3      | «الحرب الباردة»       | 11 مارس 2014   | TBD                          |
| 4      | «السلالات»            | 18 مارس 2014   | TBD                          |
| 5      | «مرحبا بكم في المسلخ» | 25 مارس 2014   | TBD                          |
| 6      | «نهاية الخط»          | 1 أبريل 2014   | TBD                          |
| 7      | «اللعب المؤلم»        | 8 أبريل 2014   | TBD                          |
| 8      | «خيول الحرب»          | 15 أبريل 2014  | TBD                          |
| 9      | «معركة الحزام»        | 22 أبريل 2014  | TBD                          |
| 10     | «المواجهة النهائية»   | 29 أبريل 2014  | TBD                          |

## استقبال
عند البث، شاهد العرض الأول مليون مشاهد، مع 626,000 من هؤلاء المشاهدين من البالغين 18-49. إنه العرض الأول لسلسلة إي إم سي الواقعية الأعلى تصنيفًا على الإطلاق.

## روابط خارجية
- الموقع الرسمي
- صراع الاسلحة  في قاعدة بيانات الأفلام على الإنترنت (بالإنجليزية)